# Cenchritis muricatus
Cenchritis muricatus (denominada, em inglês, beaded periwinkle; com o termo, traduzido para o português, significando "buzina graciosa e frisada"; outrora pertencente ao gênero Tectarius, do século XIX até o século XX) é uma espécie de molusco gastrópode marinho-litorâneo da costa oeste do oceano Atlântico, pertencente à família Littorinidae; de um gênero monotípico (Cenchritis) e classificada por Carolus Linnaeus; como Turbo muricatus, em 1758, na sua obra Systema Naturae. A denominação de espécie, muricatus, provém de "muricado"; ou seja, coberto de curtos acúleos cônicos, uma característica presente na concha deste molusco.

## Descrição da concha e hábitos
Concha de espiral cônica, pouco variável, com até 3 centímetros de comprimento; possuindo quatro fileiras de tubérculos pontiagudos, em tons de cinza, branco e, mais raramente, tons rosados, com ápice em tons castanhos. A sua base é também granulosa e contém um sulco, em forma de umbílico, adjacente à columela; com uma abertura arredondada e sem canal sifonal. Opérculo córneo, de coloração castanha.

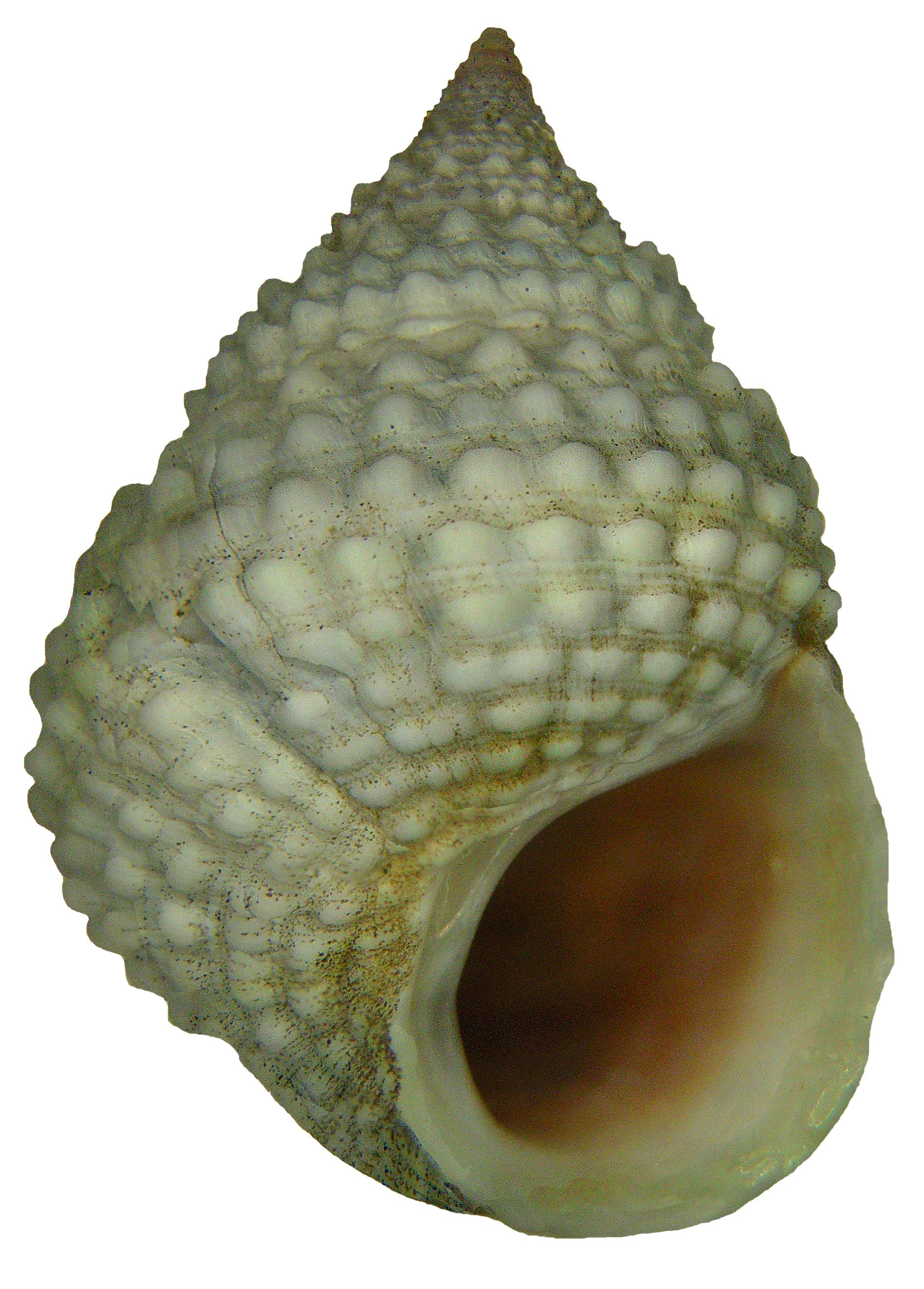
Concha de C. muricatus (Linnaeus, 1758)[1].

É encontrada em águas rasas da zona entremarés, principalmente em áreas de costões rochosos e vegetação (por exemplo, em Conocarpus erectusː um arbusto encontrado nas dunas litorâneas, principalmente perto de manguezais), às vezes ultrapassando 14 metros acima do nível médio do mar e geralmente ocupando fendas e depressões que evitem seu ressecamento. Os animais da família Littorinidae se alimentam de substâncias vegetais.

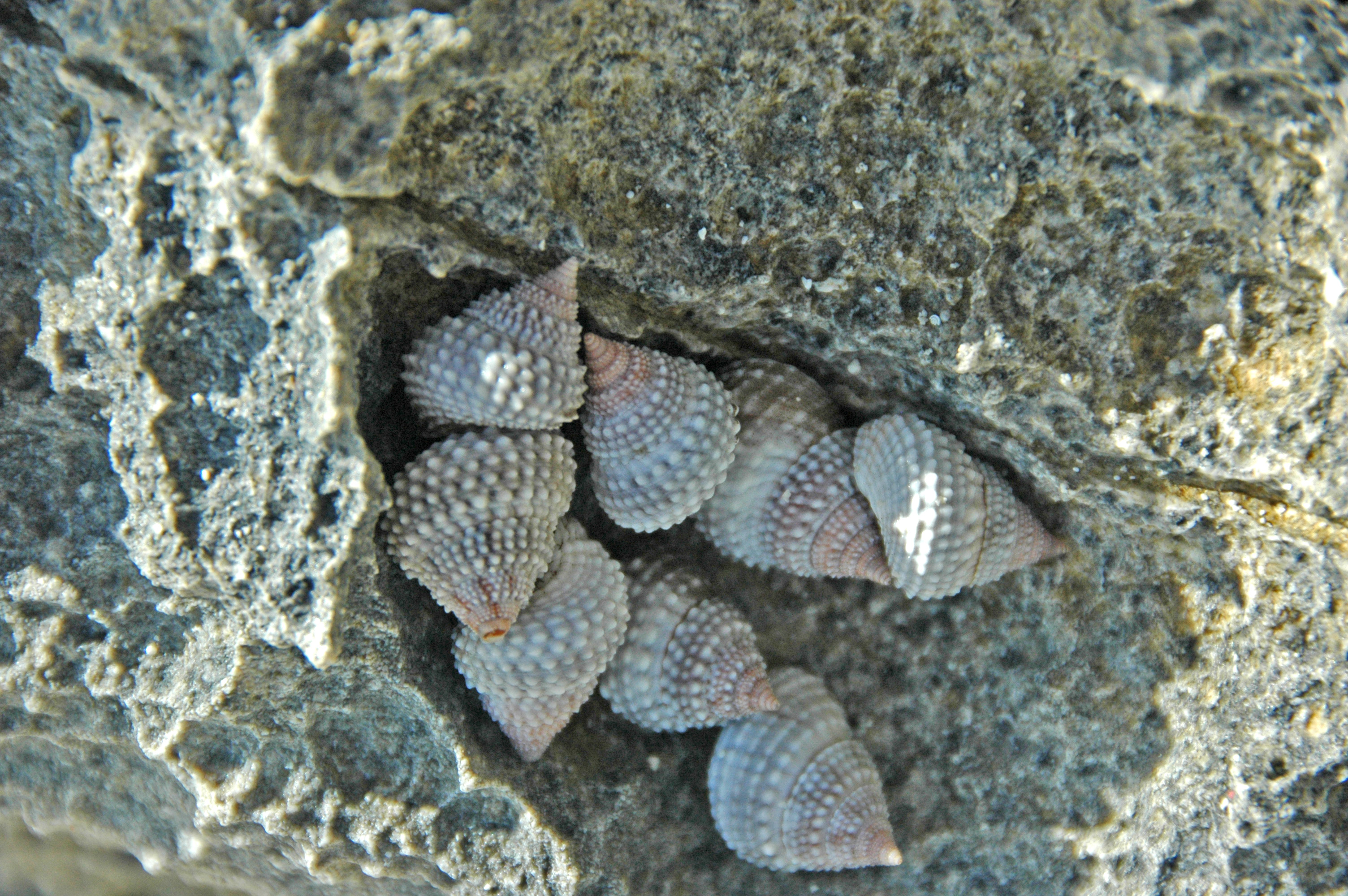
Espécimes de C. muricatus (Linnaeus, 1758)[1] protegidos de insolação, em seu habitat; na ilha de San Salvador, Bahamas.

## Distribuição geográfica
Cenchritis muricatus ocorre no Atlântico tropical, nas costas da Flórida, Estados Unidos, e Bermuda ao golfo do México e mar do Caribe (incluindo pequenas e grandes Antilhas); até a Venezuela, no norte da América do Sul.